# 利皮揚卡 (克拉斯諾赫拉德區)
49°20′30″N 35°39′49″E / 49.34167°N 35.66361°E
利皮揚卡（烏克蘭語：Лип'янка）是位於烏克蘭東部的村莊，由哈爾科夫州别列斯京区的納塔利內市鎮負責管轄。該村始建於1908年，面積1.34平方公里，海拔高度158米，2001年人口85，人口密度每平方公里63.7人。